# Никольская улица (Астрахань)
Нико́льская у́лица — одна из главных улиц старой Астрахани, пересекающая исторический район Коса с запада на восток. Начинается от улицы Максима Горького у Петровской набережной, пересекает улицы Урицкого, Фиолетова и Ульяновых и Щепной переулок, переходя в Октябрьскую площадь у Адмиралтейской улицы.

## История
Современная Никольская улица сформировалась в XIX веке при застройке исторического квартала Косы: намыв к западу от Астраханского кремля произошёл в 1790-х гг., с 1820-х гг. улица обозначена на городских планах. Улица была кратчайшей дорогой от кремля к пристаням. Первоначальная застройка была бедной, улица была узкой, немощёной. 
К концу XIX века земля по улице была выкуплена под коммерческую застройку, на ней разместились банки, магазины, гостиницы и прочие общественные здания, хотя сохранялись и «лачужки». Улица стала центром торгово-промышленной жизни Астрахани, на ней набирали работников на рыбные промыслы. В 1880-х гг. улицу начали благоустраивать, в начале XX века она была полностью замощена, и по ней прошла трамвайная линия.
С 1920 по 2007 год называлась в честь Розы Люксембург, из-за чего в быту до сих пор называется «Розочкой». На углу с улицей Фиолетова, на котором располагается здание театра кукол (улица Фиолетова, 12/7), в 2001 году были установлены таблички с советским и историческим названием (с другой стороны висела табличка с надписью «Улица Фиолетова, 12 бывшая Скаржинская»); при декоммунизации в 2007 году обе таблички заменены на новые[значимость факта?]. С 6 октября 2024 года по 30 декабря 2025 года улица Никольская стала полностью с двухсторонним движением, от улицы Максима Горького где берет начало, и до улицы Адмиралтейской где она заканчивается.

## Застройка

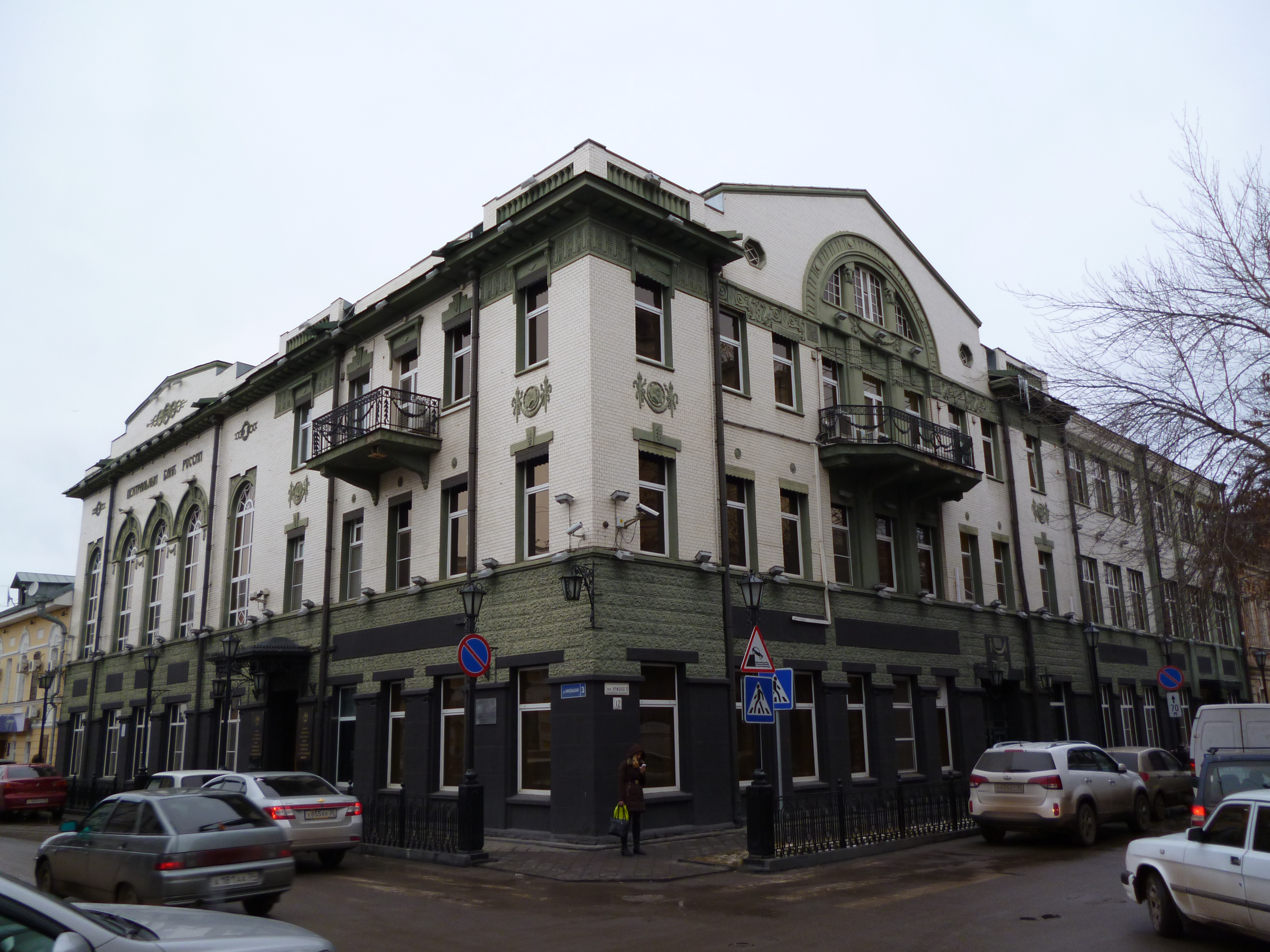
Здание Азовско-Донского коммерческого банка

На Никольской улице 14 объектов культурного наследия, среди которых 2 — федерального значения, 11 — регионального значения и один выявленный.
По нечётной стороне
- Дом 3/12 (угол с улицей Урицкого) —  памятник архитектуры Главное управление Центробанка России по Архангельской области. Первоначально здание Азовско-Донского коммерческого банка, 1910 год, архитектор Ф. И. Лидваль[5].
- Дом 5/15 (угол с улицей Урицкого) — Окружной военно-клинический госпиталь. Первоначально доходный дом армянского купца Агамжанова[6].
- Дом 7/12 (угол с улицей Фиолетова) — Астраханский государственный театр. Первоначально доходный дом купца Н. П. Григорьева, позднее банковское здание, в котором размещались последовательно Волжско-Камский банк, Астраханское отделение Северного русского банка, Русско-Азиатский банк[4].

По чётной стороне
- Дом 6/14/17 (угол с улицами Фиолетова и Урицкого соответственно) — Каспийский институт морского и речного транспорта, бывший доходный дом армянского купца А. А. Тавризова, строился с 1897 года, архитектор А. С. Малаховский. В доме находилось отделение Русского торгово-промышленного банка[7].